# NK Lučko Zagreb
NK Lučko Zagreb, besser bekannt als NK Lučko (offizieller Vereinsname), ist ein Fußballverein aus Lučko, einem Stadtteil im Südwesten von Zagreb, der wiederum zum Stadtbezirk Novi Zagreb - zapad (Neu-Zagreb West) gehört.
Der NK Lučko trägt seine Heimspiele im vereinseigenen Stadion, dem Stadion Lučko aus.

## Geschichte
Der Verein wurde im Juli 1931 unter dem Namen SK Velebit, später umbenannt in NK Velebit, in Lučko gegründet.
Nach einer Serie von Namensänderungen wurde der Klub im Februar 1962 schließlich dauerhaft in NK Lučko umbenannt.
Im Jahr 2009 gelang dem Verein der Aufstieg in die zweithöchste kroatische Profifußball-Liga, die 2. HNL. Zwei Jahre später stieg der Verein erstmals in die höchste Spielklasse, die 1. HNL, auf. In jener Saison belegte der Verein den 13. von insgesamt 16 Rängen. Obwohl man den Ligaverbleib sportlich eigentlich geschafft hätte, stieg der Verein aber trotzdem ab, da die Liga zur Folgesaison von 16 auf 12 Teams verkleinert wurde und somit 4 statt wie bisher 2 Vereine absteigen mussten. Seitdem spielt der NK Lučko durchgehend in der zweithöchsten Spielklasse des kroatischen Profifußballs.